# Turlough (idrogeologia)

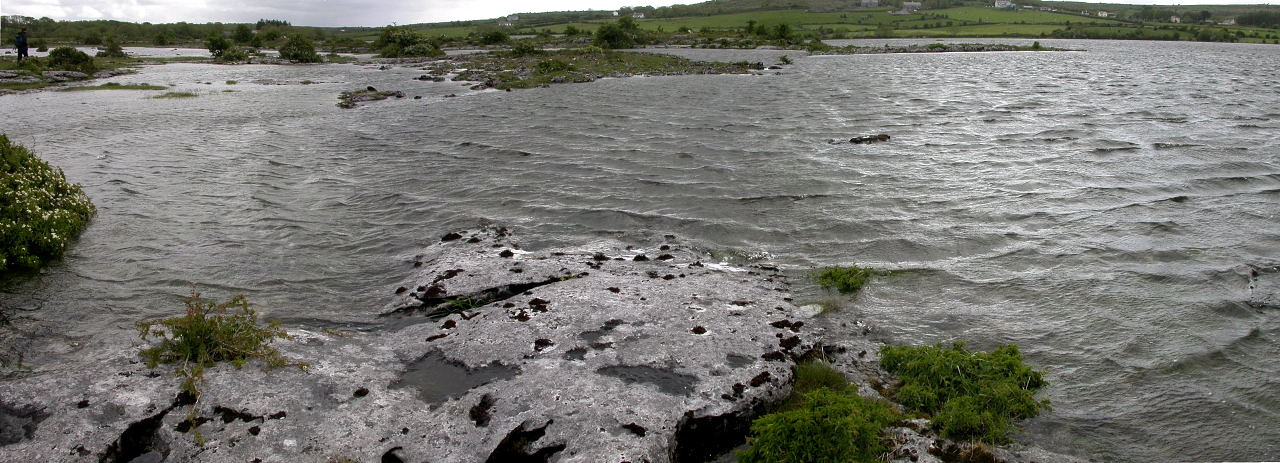
Il turlough a Carran, Contea di Clare, Irlanda, con livello dell'acqua alto dopo un periodo piovoso. (maggio 2005)

Un turlough (in irlandese turloch o turlach) è un corpo idrico stagionale o periodico che si trova principalmente nelle aree carsiche calcaree dell'Irlanda a ovest del fiume Shannon. Il nome deriva dall'irlandese tur, che significa "secco", e loch, che significa "lago".
I corpi idrici si riempiono e si svuotano con i cambiamenti nel livello della falda freatica, solitamente essendo molto bassi o vuoti durante l'estate e l'autunno e pieni in inverno. Quando il livello delle acque sotterranee diminuisce, l'acqua defluisce nel sottosuolo attraverso le fessure del calcare carsico. Questi fenomeni sono di grande interesse per molti scienziati: i geomorfologi sono interessati a come si sono formati i turlough, gli idrologi cercano di spiegare la variazione del livello idrico all'interno dei turlough, i botanici studiano la vegetazione insolita che ricopre la parte inferiore dei turlough e gli zoologi studiano gli animali associati ai turlough.
I turlough sono eventi quasi unici che si verificano in Irlanda anche se ce n'è un esempio in Galles, Pant-y-Llyn a Cernydd Carmel vicino Llandeilo. 

## Localizzazione
I turlough si trovano principalmente nelle pianure centrali a ovest del fiume Shannon, nelle contee di Galway, Clare, Mayo e Roscommon, sebbene alcuni si trovino anche altrove come ad esempio a Limerick, Sligo, Longford e Cork.

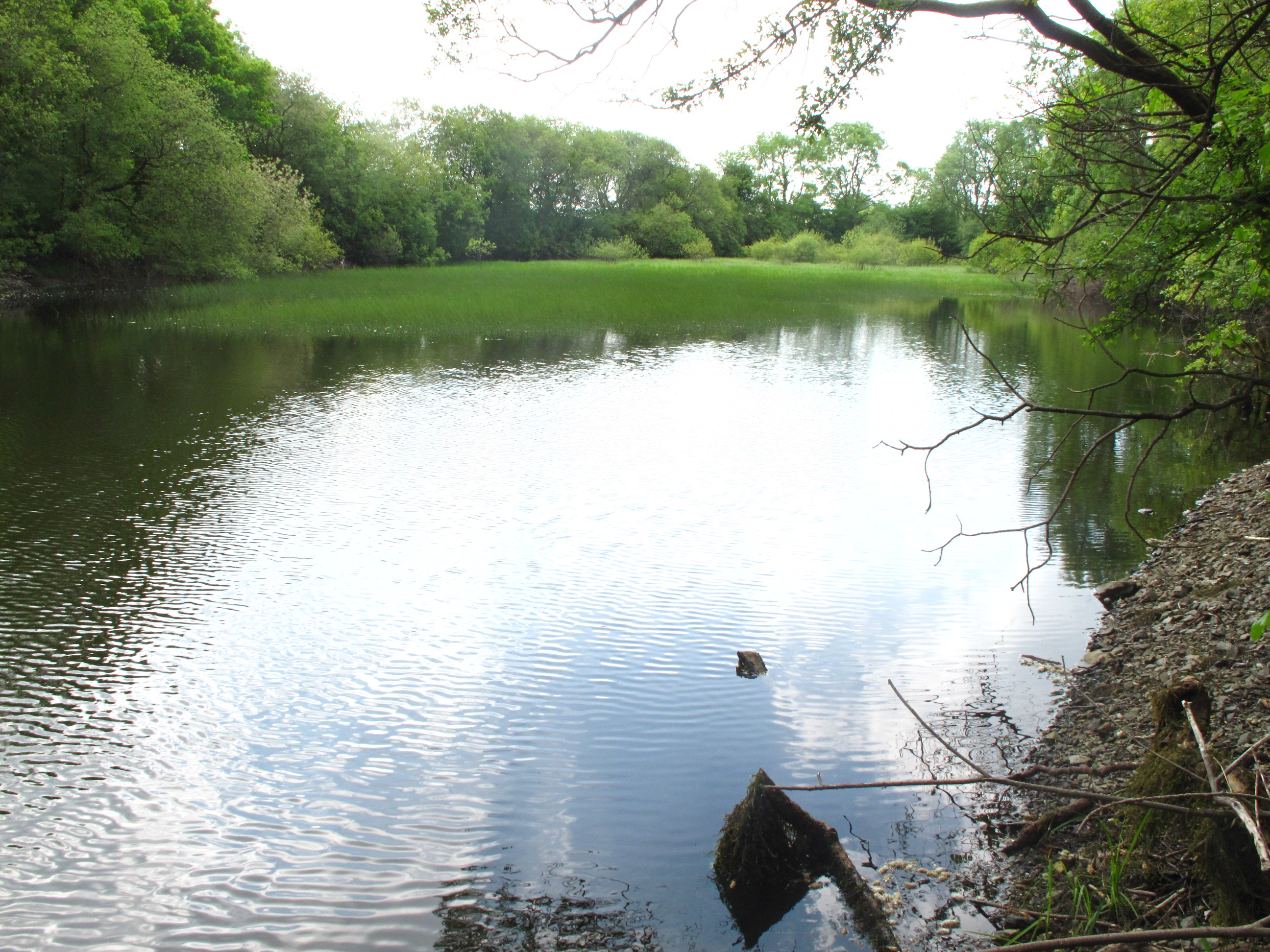
Il turlough di Pant y Llyn, Galles

Inoltre sono stati identificati tre turlough in Irlanda del Nord, vale a dire Roosky, Green e Fardrum Loughs situati vicino alla foresta di Ely Lodge nella Contea di Fermanagh. Questi costituiscono i turlough più settentrionali dell'Irlanda e sono stati designati collettivamente come sito Ramsar e area di interesse scientifico speciale, oltre ad un turlough nel Galles.
Il turlough di Rahasane nella contea di Galway è il più grande turlough in Irlanda ed è un luogo importante per la migrazione e lo svernamento degli uccelli come ad esempio le oche lombardelle maggiori e i cigni selvatici.
Corpi idrici analoghi ai turlough si trovano in altre parti del mondo dove si verificano modelli di precipitazioni, tipo di roccia e falda freatica simili. Nel Canada orientale (Quebec, Nuovo Brunswick e Terranova) si trovano corpi d'acqua temporanei chiamati les lacs mystérieux (i laghi misteriosi).
Nell'Europa continentale, in particolare in Slovenia, si trovano corpi d'acqua stagionali chiamati poljes mentre altri fenomeni di corpi d'acqua carsici sono stati descritti a Clot d'Espolla in Catalogna. Recentemente è stato proposto che la definizione di turlough, in particolare quella utilizzata nella Direttiva Habitat dell'Unione europea, venga modificata per includere i corpi idrici sloveni così come altri. La definizione proposta si basa esclusivamente sugli aspetti fisici dei corpi idrici piuttosto che sulla flora e la fauna che differiscono tra i diversi Paesi.

## Geomorfologia e idrologia
Quando il calcare è esposto all'acqua piovana, questo può dissolversi provocando la formazione e l'allargamento di crepe e giunti. Nelle aree in cui il calcare è in superficie, con pochissima copertura del suolo, l’acqua defluirà nel sottosuolo attraverso queste fessure anziché scorrere in superficie attraverso i sistemi di fiumi e ruscelli. L'acqua può poi scorrere sottoterra, riemergendo successivamente in sorgenti. Nei periodi di precipitazioni più elevate, la falda freatica aumenterà poiché il flusso sotterraneo non può drenare tutta l'acqua e i turlough si riempiranno. Quando la falda freatica si abbasserà i turlough si svuoteranno di nuovo.
Di solito i turlough hanno un punto specifico nella parte inferiore dove l'acqua emerge e successivamente defluisce chiamato inghiottitoio (slugaire in irlandese). A volte si può vedere un vero e proprio buco, ma più spesso si tratta di una cavità piena di pietre. In alcuni turlough più grandi il buco sarà permanentemente pieno d'acqua consentendo la sopravvivenza di piante e animali acquatici.
Sono stati fatti vari tentativi per classificare i turlough in tipi distinti, come altopiano e pianura, a fluttuazione rapida e fluttuante stagionalmente, o schemi più complessi. Tuttavia uno studio recente, che utilizza l'analisi multivariata di un'ampia gamma di variabili che caratterizzano i corpi idrici, mostra che non esistono tipi distinti, ma piuttosto un continuum dal bagnato al secco.

## Flora
I turlough solitamente hanno un misto di vegetazione acquatica e terrestre, presente in zone a seconda della profondità dell'acqua e della frequenza e durata del riempimento. In Irlanda la parte più profonda è caratterizzata da piante acquatiche e semiacquatiche come Chara, Ranunculus, Potamogeton, Littorella uniflora, Polygonum amphibium e Mentha aquatica che lasciano gradualmente il posto a una zona erbosa di Potentilla anserina, carici come Carex panicoea e specie di viola. Il muschio nero Cinclidotus fontinaloides cresce su superfici come rocce e tronchi d'albero. Più in alto sui lati del turlough si trovano arbusti come Frangula alnus e Potentilla fruticosa. Un'altra caratteristica è la crescita di strati di alghe filamentose durante il clima caldo e secco che successivamente si seccano e formano la "carta algale".

## Fauna
La natura intermittente di questi corpi idrici temporanei rappresenta una sfida per la vita degli animali acquatici. Gli organismi che comunemente si trovano hanno adattato varie strategie di sopravvivenza, come forme aeree adulte, produzione di stadi di riposo resistenti all'essiccazione e stili di vita anfibi. I pesci sono generalmente assenti (anche se nei turlough più grandi gli spinarelli possono sopravvivere ritirandosi negli inghiottitoi) e talvolta possono deporre le uova rane e tritoni. La mancanza di pesci predatori consente ad alcuni invertebrati solitamente rari, come la Cladocera Eurycercus glacialis, di prosperare. Altri Cladocera comuni nei turlough includono Alona affinis, Alonella excisa, Chydorus sphaericus, Eurycercus lamellatus e Simocephalus vetulus. Un certo numero di coleotteri rari o assenti altrove in Irlanda possono essere trovati nei turlough, come Hygrotus quinquelineatus, Coelambus impressopunctatus, Graptodytes bilineatus, Agabus labiatus e A. nebulosus. Possono essere presenti anche altri invertebrati, come Anostraca, vermi piatti e chiocciole.